# Tass (ort i Ungern)
Tass är en ort i Ungern.   Den ligger i provinsen Bács-Kiskun, i den centrala delen av landet, 50 km söder om huvudstaden Budapest. Tass ligger 97 meter över havet och antalet invånare är 2 963.
Terrängen runt Tass är platt. Runt Tass är det ganska glesbefolkat, med 42 invånare per kvadratkilometer. Närmaste större samhälle är Dunaújváros, 9,2 km sydväst om Tass. Trakten runt Tass består till största delen av jordbruksmark.